# Angela Glajcar
Angela Glajcar (Magúncia, 1970) és una escultora alemanya. Estudia des de 1991 fins a 1998 escultura en l'Acadèmia de Belles arts de Nuremberg, i hi fou alumna de Tim Scott. Viu i treballa a Nieder-Olm. De 1998 a 2004 fou professora de l'Acadèmia de Belles Arts de Nuremberg, de la Universitat de Ciències Aplicades de Magúncia i entre 2007 i 2008, professora visitant de la Universitat de Giessen i de la Universitat tècnica de Dortmund.